# نطحة

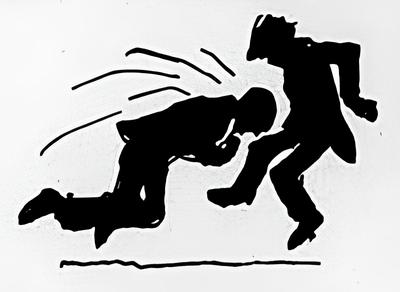
نطحة.

النطحة أو ضربة الرأس هي استعمال الرأس لغرض الضرب، حيث تستعمل أجزاء قوية من الجمجمة في الضرب خاصة عندما تكون الضربة متعمدة. ضربات الرأس الأكثر فعالية هي ضرب المناطق الأكثر حساسية لدى الخصم، مثل الأنف، وذلك باستخدام العظام الأقوى في الجبهة (العظم الجبهي) أو الجزء الخلفي من الجمجمة (العظم القذالي أو العظم الجداري).
وتعد نطحة اللاعب الفرنسي زين الدين زيدان للاعب الإيطالي ماركو ماتيراتزي في نهائي كأس العالم 2006 من النطحات الشهيرة.